# سيسيل جولد
سيسيل جولد (3 يونيو 1887 - 3 يوليو 1916) (بالإنجليزية: Cecil Gold)‏ هو لاعب كريكت بريطاني.